# انجمن شاعران کره‌ای
انجمن شاعران کره ای (Society of Korean Poets) (هانگول: 한국시인협회، هانجا: 韓國詩人協會) یک سازمان ادبی است که توسط شاعران در سال ۱۹۵۷ تأسیس شد. این قدیمی‌ترین سازمان شعر در کره جنوبی است.
این سازمان هر سال جایزه انجمن شاعران کره ای را اعطا می‌کند و جایزه ادبی ملی دانش آموزان دبیرستان را نیز در اختیار دارد.
امروز ۱۵۰۰ عضو دارد. رئیس فعلی انجمن چوی دونگ هو است. (دفتر فعلی در Unni-dong 65-1، Jongno-gu، سئول واقع شده‌است)

## فعالیت‌ها
- جایزه انجمن شاعران کره ای
- مسابقه سراسری انشا دانش آموزی دبیرستان
- رویداد سی نانگ سونگ (شعر خوانی).
- مسابقه شعرخوانی JEI (میزبانی مشترک: JEI Corporation)